# Hryhorij Jarmaš
Hryhorij Petrovyč Jarmaš (in ucraino Григорій Петрович Ярмаш?, in russo Григорий Петрович Ярмаш?; 4 gennaio 1985) è un ex calciatore ucraino, di ruolo difensore.

## Carriera

### Club
Dopo aver giocato con varie squadre di club, il 1º dicembre 2010 si trasferisce allo Zorja Luhans'k.

### Nazionale
Ha partecipato ai Mondiali Under-20 del 2005. Tra il 2008 ed il 2009 ha invece giocato complessivamente 9 partite in nazionale maggiore.

## Palmarès
- Coppa d'Ucraina: 1

Vorskla: 2008-2009